# Гераберг
Гераберг (нем. Geraberg) — община в Германии, в земле Тюрингия. 
Входит в состав района Ильм. Подчиняется управлению Гераталь.  Население составляет 2418 человек (на 31 декабря 2010 года). Занимает площадь 15,10 км².

## Фотографии

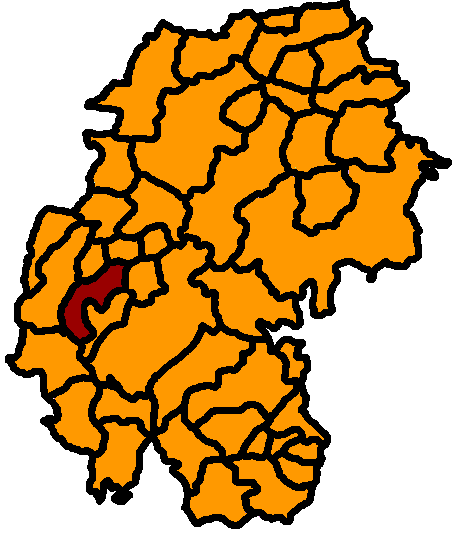
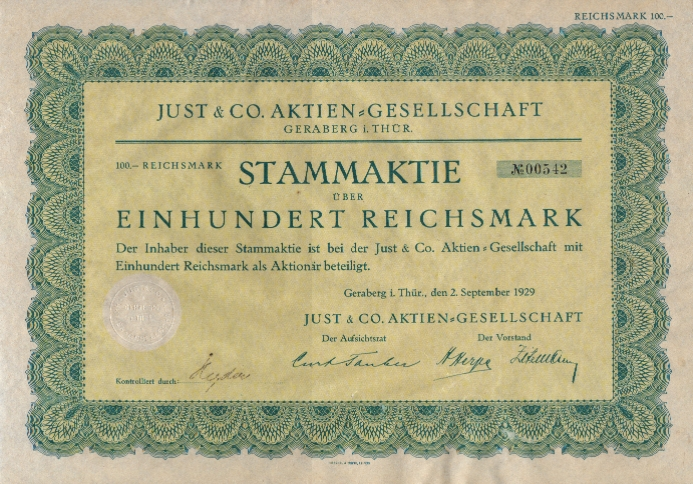
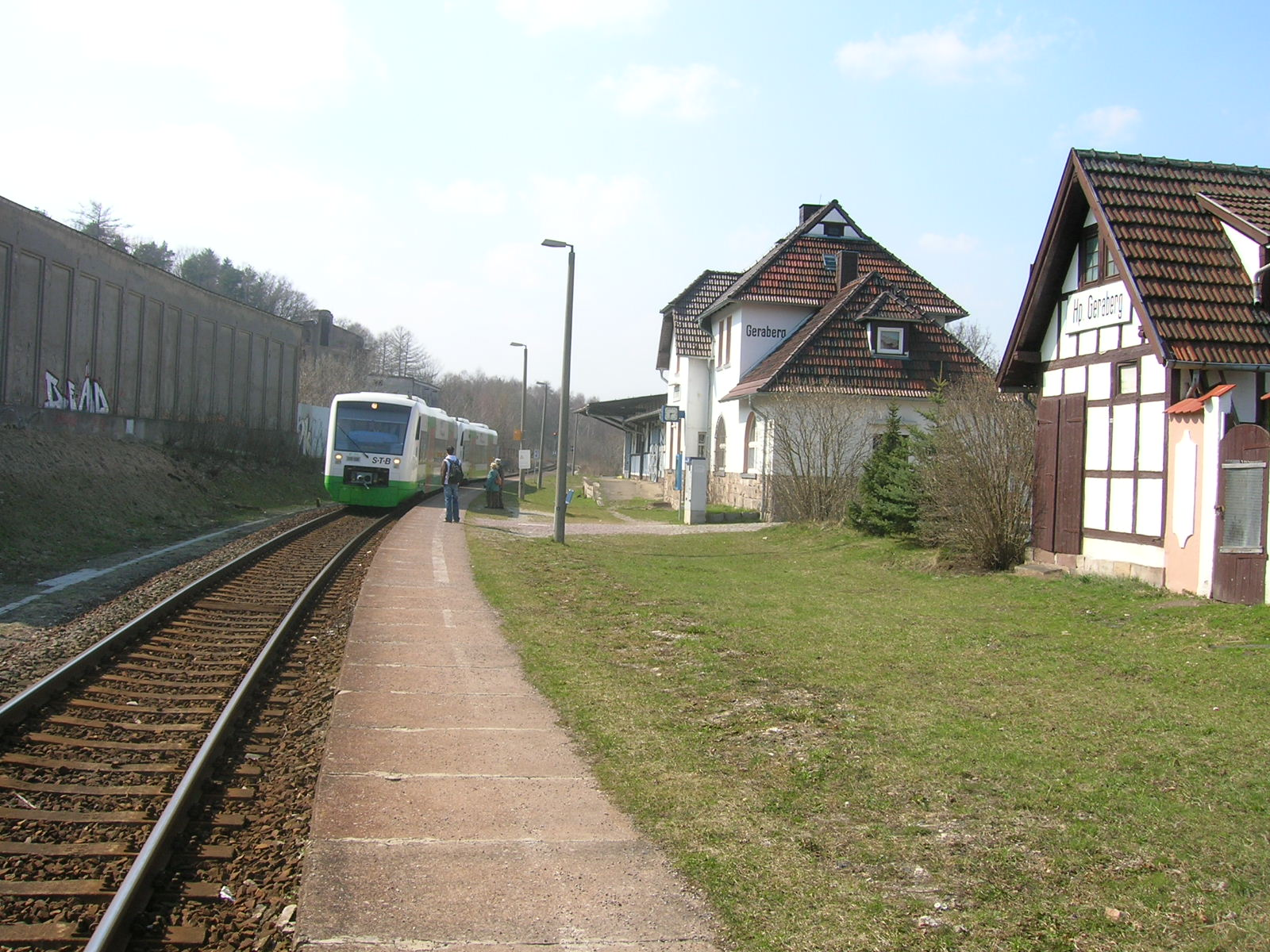
Вокзал
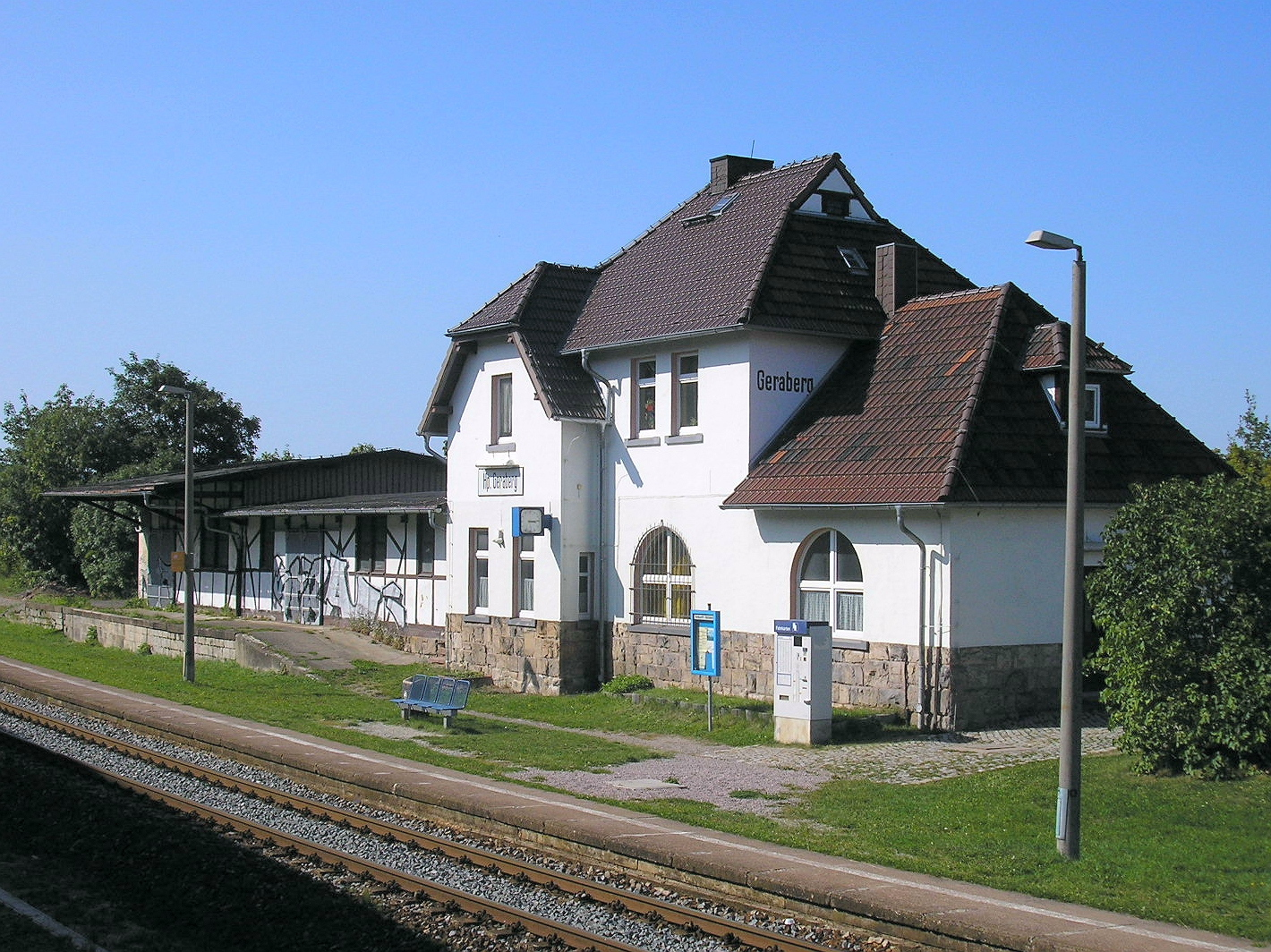
Вокзал
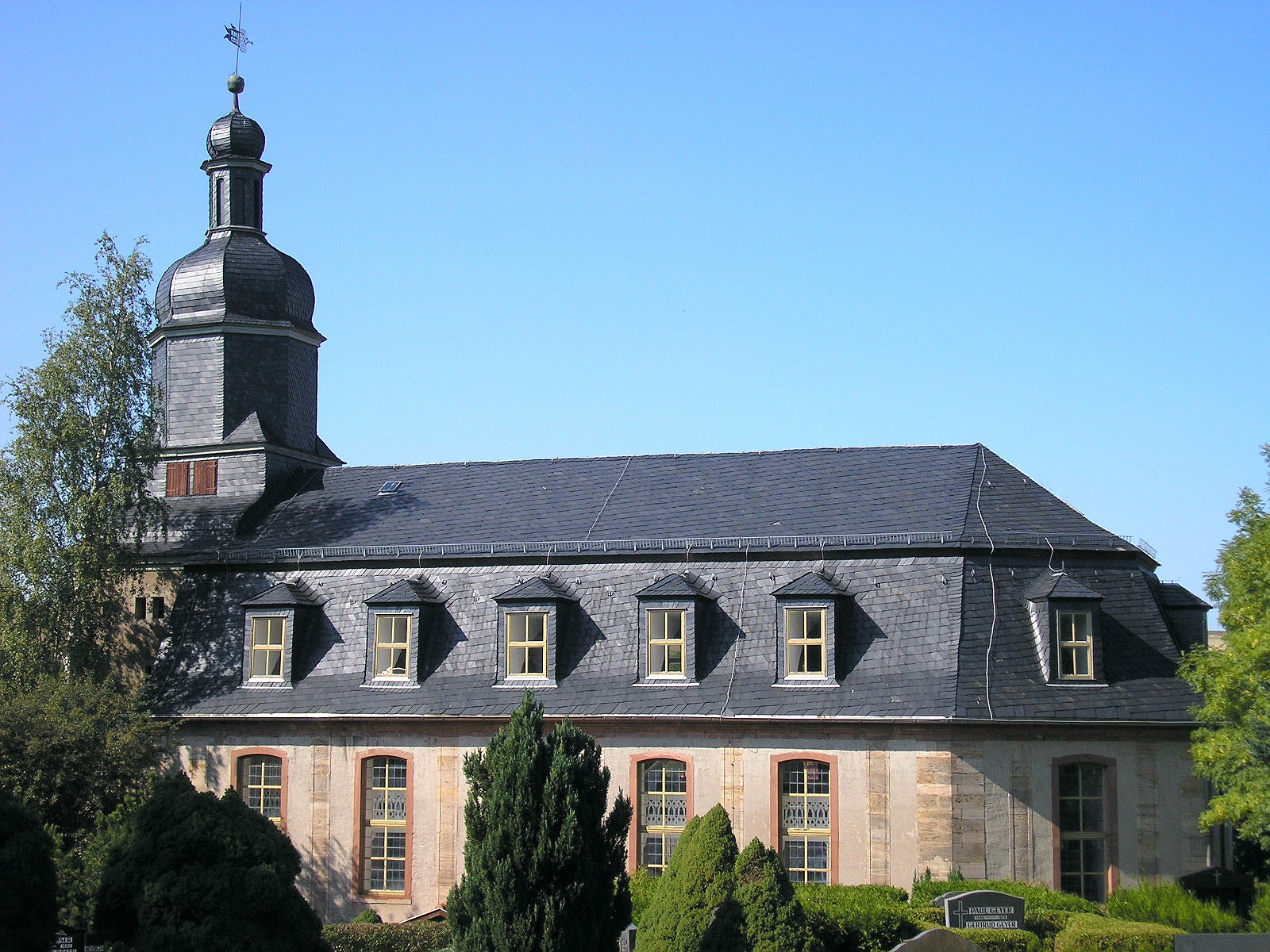
Церковь